# Paul Huml
Paul Huml (* 3. Juni 1915 in Engelhaus, Böhmen; † 14. Oktober 1988 in München) war ein deutscher Schriften- und Kunstmaler.

## Leben
Huml schuf Malereien an Hauswänden im Münchener Stadtteil Feldmoching. Auch schuf er Bühnenbilder für das Feldmochinger Volkstheater.
Seit 2007 erinnert in Feldmoching eine Straße an den Maler: Der Paul-Huml-Bogen.